# 棱长柱无心菜
棱长柱无心菜（学名：[Arenaria longistyla var. eugonophylla] 错误：{{Lang}}：文本有斜体标记（帮助））为石竹科无心菜属下的一个变种。